# Basvandurg, Gangawati
Basvandurg là một làng thuộc tehsil Gangawati, huyện Koppal, bang Karnataka, Ấn Độ.